# Felix Friedrich

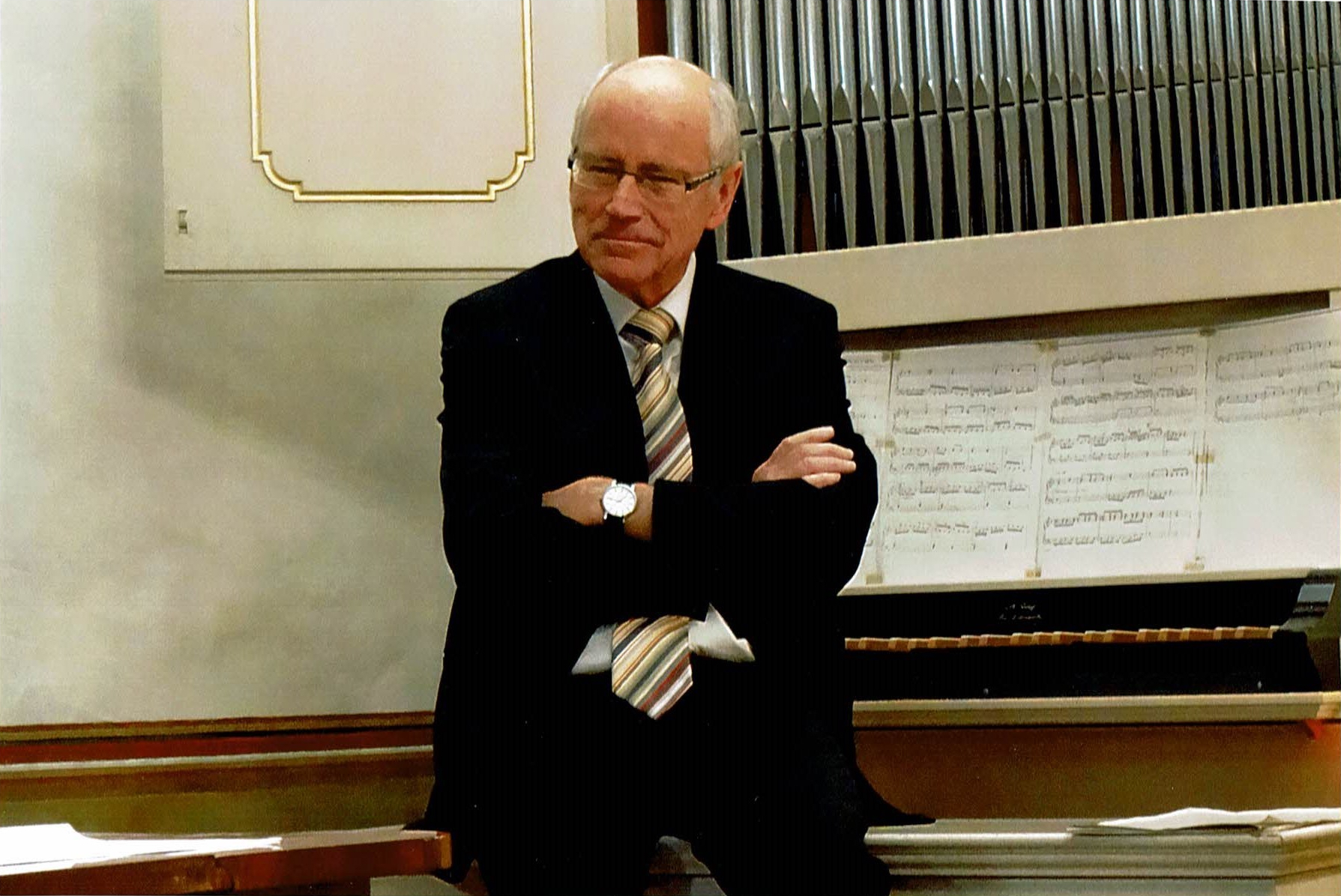
Felix Friedrich

Felix Friedrich (* 1945 in Hochweitzschen, Döbeln) ist ein deutscher Organist, Kirchenmusiker und Musikwissenschaftler.

## Leben
Felix Friedrich wurde 1945 in Hochweitzschen bei Döbeln geboren. Er studierte in Dresden und Weimar Kirchenmusik und Orgel. Als er Anfang der 1970er Jahre nach Altenburg kam, fand  er die dortige Schlosskirche mit Dachschäden und einer verwahrlosten Orgel von 1739 von Tobias Heinrich Gottfried Trost vor. Er kümmerte sich zuerst um Mittel für eine Instandsetzung und Rekonstruktion, die VEB Eule-Orgelbau Bautzen von 1974 bis 1976 vornahm. 1976 berief man ihn als Organist an dieses Instrument, wo er bis 2021 als Schlossorganist amtierte. 
Eine ausgedehnte Konzerttätigkeit führte ihn bisher in alle europäischen Länder sowie in die ehemalige UdSSR und in die USA. Er gastierte bei internationalen Musikfestspielen: Salzburger Festspiele, International Congress of Organists in Cambridge, AGO-Convention Detroit u. a.
Es wurden mit ihm zahlreiche Rundfunk-, Fernseh- und Schallplattenaufnahmen produziert. Bisher erschienen von ihm über 80 CDs, darunter die erste weltweite Gesamteinspielung der Orgelkompositionen des Bachschülers Johann Ludwig Krebs auf 11 CD beim Label Querstand des Verlages Klaus-Jürgen Kamprad. Ebenfalls widmet er sich der Neuen Musik und spielte über 50 Uraufführungen. Dabei arbeitet er eng mit dem „Creativen Centrum Wien“ (CCW) zusammen. Als Solist musizierte er regelmäßig mit bedeutenden Orchestern (Gewandhausorchester Leipzig, MDR-Sinfonieorchester, Dresdner Philharmonie) und Dirigenten (u. a. Marek Janowski, Fabio Luisi, Kurt Masur, Helmuth Rilling, Peter Schreier, Rafael Frühbeck de Burgos).
1987 promovierte er an der Martin-Luther-Universität Halle-Wittenberg. Die musikwissenschaftliche Arbeit ist ein wichtiger Teil seines künstlerischen Wirkens. Er publizierte zahlreiche Bücher und Noteneditionen mit verschiedenen Musikverlagen (u. a. Schott Music Mainz, Carus-Verlag Stuttgart, Dr.-J. Butz-Musikverlag Bonn, Verlag Klaus-Jürgen Kamprad Altenburg), hielt Referate zu internationalen Symposien und verfasste Lexikon-Artikel für The New Grove und Die Musik in Geschichte und Gegenwart (MGG). 1991 bis 2021 leitete er als Intendant die international beachtete „Thüringische Orgelakademie“. Sein Nachfolger als Schlossorganist und Intendant wurde Daniel Beilschmidt. 
Von 1996 bis 2009 war er Vizepräsident bzw. 2009–2010 amtierender Präsident der Gottfried-Silbermann-Gesellschaft e. V. Freiberg
Für die CD-Edition aller Orgeln von Gottfried Silbermann erhielt er zusammen mit dem Label den Jahrespreis der deutschen Schallplattenkritik 2003 und im Jahr 2006 den Kulturpreis der Stadt Altenburg sowie 2015 die Ehrennadel des Landesmusikrates Thüringen.

## Buch-Veröffentlichungen (Auswahl)
- Der Orgelbauer Heinrich Gottfried Trost. Leipzig/Wiesbaden 1989.
- Johann Ludwig Krebs. Leben und Werk. Altenburg 1988.
- Die Orgel im Exlibris. Altenburg 2002
- Orgeln im Altenburger Land. Altenburg 1994
- Thematisch-systematisches Verzeichnis der musikalischen Werke von Johann Ludwig Krebs (Krebs-WV). Altenburg 2009
- Zahlreiche Artikel in MGG und New Grove

## Noten-Editionen (Auswahl)
- Charles-Marie Widor: Symphonie Gothique für Orgel, Sechs Duos für Orgel und Klavier, Variationen de Concert sur un thème original für Klavier. Schott Music Mainz.
- Bedřich Smetana: Orgelwerke. Dr. J. Butz-Musikverlag Bonn.
- Johann Ludwig Krebs, Orgel- Klavier- und Kammermusik. Carus-Verlag Stuttgart bzw. Noetzel-Verlag Wilhelmshaven.
- Ottorino Respighi: Suite für Orgel und Orchester. Dr. J. Butz-Musikverlag Bonn.
- B-A-C-H – Fugen für Orgel aus dem späten 18. Jahrhundert. Dr. J. Butz-Musikverlag Bonn.
- Johann Pachelbel: Orgelwerke. Schott Music Mainz.

## Aufnahmen (Auswahl)
- Silbermann-Orgeln im Vogtland – Mylau und Reichenbach. Motette Ursina
- Johann Ludwig Krebs: Orgelwerke. Berlin Classics
- Johann Sebastian Bach: Orgelwerke. Capriccio/Delta
- Johann Sebastian Bach: Clavier-Übung Teil III. Motette Ursina
- Edvard Grieg. Peer Gynt. Philips
- Johann Ludwig Krebs: Sämtliche Werke für Orgel. 11 CD. querstand
- Neue Orgelmusik aus Skandinavien und Mitteleuropa. querstand
- Musikinstrumente im Bachhaus Eisenach. Aarton
- Die Orgeln von Tobias Heinrich Gottfried Trost. querstand
- Die Orgeln von Zacharias Hildebrandt. querstand
- Orgel und Klavier, Orgel und Orchester. querstand
- Siegfried Steinkogler: Orgelwerke. ORF

## Uraufführungen
- Howard Arman: Seine Linke liegt unter meiner Schulter
- Henry Berthold: Konzert für Orgel und Orchester
- Jean-Luc Darbellay: Cantus für Horn und Orgel
- Jörg Herchet: orgelkomposition 4
- Kurt A. Hueber: Memento mori
- Georg Katzer: Missa profana für Orgel und Sound house für Orchester und Orgel
- Maximilian Kreuz: Kyrie eleison und Agnus Dei
- Achim Müller-Weinberg: Warten auf G.... Konzert für Orgel und Orchester
- Friedrich Schenker: Michelangelo-Sinfonie für Chor, Orchester, Sprecher und Orgel
- Siegfried Thiele: Suite für Orgel
- Karl Ottomar Treibmann: Trostmusik
- Günther Witschurke: Hommage à Johann Ludwig Krebs
- Ruth Zechlin: Verkündigung